# دراج جيبوتي
طائر جيبوتي أو دراج جيبوتي (الاسم العلمي: Pternistis ochropectus) هو نوع من الطيور من الفصيلة التدرجية، وهو من الطيور المهددة بالانقراض ولا توجد إلا في جيبوتي، دولة في القرن الأفريقي، هذا النوع يكون لونه بني مائل للرمادي بشكل عام مع وجود خطوط بيضاء على الأجزاء السفلية منه والتي تصبح أدق باتجاه الأجزاء العلوية، له علامات سوداء على الرأس وله تاج رمادي وذيل قصير، ويبلغ طوله 35 سـم (1.15 قدم)، ويزن 940 غ (33 أونصة).

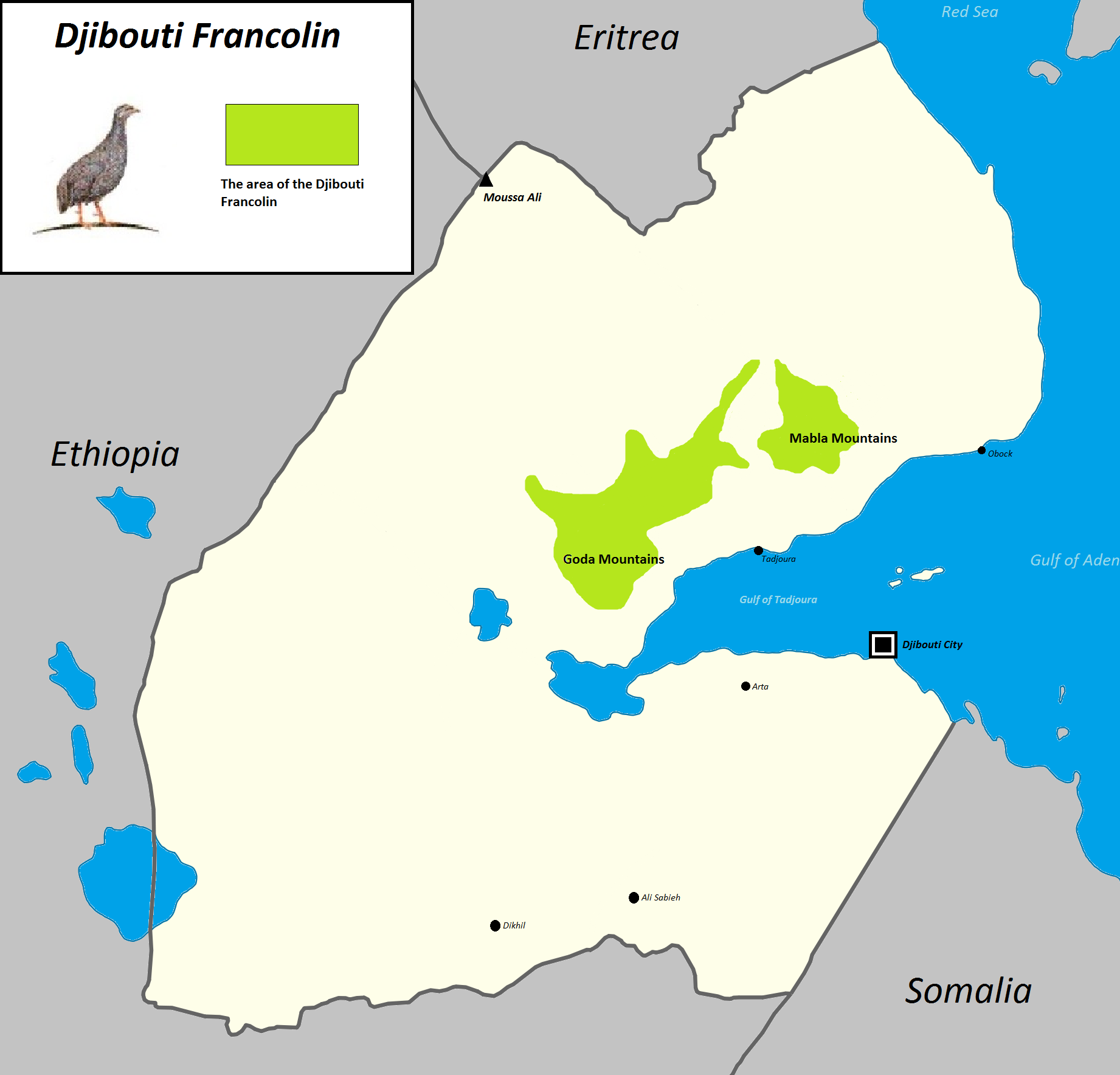
مناطق التكاثر